# Ramón J. Sender
Ramón José Sender Garcés (Chalamera, 3 febbraio 1901 – San Diego, 16 gennaio 1982) è stato uno scrittore spagnolo naturalizzato statunitense.

## Biografia
Nato e cresciuto in Aragona, si trasferì a Madrid all'età di diciassette anni e, vivendo in povertà, cominciò a scrivere articoli per giornali e riviste come El Imparcial, El País, España Nueva e La Tribuna. Dopo essere stato arruolato, fu costretto a combattere nella guerra del Rif, al termine della quale tornò a dedicarsi al giornalismo e alla scrittura. Essersi schierato politicamente con gli anarchici gli costò un periodo di prigionia nel 1927 e tre anni più tardi pubblicò il suo primo romanzo, Imán (1930). Cinque anni più tardi avrebbe vinto il Premio Nacional de Literatura per il romanzo storico Míster Witt en el cantón.
Al termine della guerra civile, Sender lasciò la Spagna e si trasferì prima in Messico e poi negli Stati Uniti, diventandone cittadino nel 1946. Si affermò come uno dei più noti e prolifici autori dell'esilio spagnolo e trovò il successo anche nel mondo anglofono grazie alle traduzioni in inglese realizzate da Peter Chalmers Mitchell. Fu candidato al Premio Nobel per la letteratura nel 1963 e nel 1964.

## Opere tradotte in italiano
- I cinque libri di Arianna, traduzione di Paolo Venchieredo, Venezia, Sodalizio del Libro, 1960.
- Cronaca dell'alba, traduzione di L. Orioli, Einaudi, 1962.
- L'attesa di Mosén Millán, traduzione di M.S. Malossi, Genova, Marietti, 1986.
- Il re e la regina, collana Siglo XX. Piccola Biblioteca Ispanica, traduzione di Graziella Fantini, Le Lettere, 2011, ISBN 9788860872456.
- L'avventura equinoziale di Lope de Aguirre, traduzione di Lorenzo Mari, Arkadia, ISBN 978-8868514433.